# Promachus heteropterus
Promachus heteropterus là một loài ruồi trong họ Asilidae. Promachus heteropterus được Macquart miêu tả năm 1838. Loài này phân bố ở miền Ấn Độ - Mã Lai.